# 1991 SM2
1991 SM2 är en asteroid i huvudbältet som upptäcktes den 16 september 1991 av den amerikanske astronomen Henry E. Holt vid Palomarobservatoriet.
Asteroiden har en diameter på ungefär 3 kilometer.